# Borneodessus
Borneodessus zetteli es una especie de coleóptero adéfago de la familia Dytiscidae. Es el único miembro del género monotípico Borneodessus.